# النظام القانوني الداخلي
A اللائحة (اللائحة، بموجب القانون، by-law، by-law) هو قاعدة أو قانون التي وضعتها منظمة أو المجتمع لتنظيم نفسها، كما هو مسموح أو المنصوص عليها من قبل بعض سلطة أعلى. تحدد السلطة العليا، بشكل عام هيئة تشريعية أو هيئة حكومية أخرى، درجة السيطرة التي قد تمارسها اللوائح الداخلية. لوائح يجوز إنشاء كيانات مثل أعمال الشركة، ورابطة الجوار، أو اعتمادا على الاختصاص، وبلدية.
في المملكة المتحدة وبعض دول الكومنولث، يُشار إلى القوانين المحلية التي تضعها البلديات على أنها قوانين (هـ) لأن نطاقها ينظمه الحكومات المركزية لتلك الدول. وفقًا لذلك، فإن ضابط إنفاذ اللوائح هو المعادل الكندي لموظف إنفاذ القانون الأمريكي أو موظف إنفاذ اللوائح البلدية. في الولايات المتحدة، لا تتمتع الحكومة الفيدرالية ومعظم حكومات الولايات بقدرة مباشرة على تنظيم الأحكام الفردية للقانون المحلي. ونتيجة لذلك، فإن المصطلحات مثل الكود أو المرسوم أو التنظيم، إن لم يكن القانون ببساطة، هي الأكثر شيوعًا.

## علم أصول الكلمات
يشير قاموس ميريام وبستر إلى أن أصل كلمة اللائحة الداخلية هو من الكلمة الإنجليزية bilawe ، ربما من اللغة الإسكندنافية القديمة * bȳlǫg ، من بلدة نورس بور القديمة + lag- ، قانون lǫg. أقرب استخدام للمصطلح، والذي نشأ من قانون مدينة الفايكنج في Danelaw ، حيث يتم استخدام الكلمة الإسكندنافية القديمة لمستوطنة أكبر كما هو الحال في ويتبي وديربي (قارن مع الكلمة الدنماركية النرويجية الحديثة بمعنى المدينة، أو الحديث كلمة سويدية بكلمة تعني قرية). ومع ذلك، من الممكن أيضًا أن يكون هذا الاستخدام قد تم نسيانه وتم «إعادة اختراع» الكلمة في العصر الحديث من خلال استخدام البادئة الظرفية عن طريق إعطاء معنى القانون الفرعي أو القانون الجانبي (كما هو الحال في طريقة العرض). في كلتا الحالتين، من الخطأ الادعاء بأن أصل الكلمة هو ببساطة عبارة الجر «بموجب القانون».

## اللوائح الداخلية للبلدية
اللوائح البلدية هي قوانين تنظيمية عامة تنطبق في منطقة معينة. يتمثل الاختلاف الرئيسي بين اللائحة الداخلية والقانون الذي تم تمريره من قبل هيئة وطنية / اتحادية أو إقليمية / حكومية في أن اللائحة الداخلية يتم وضعها من قبل هيئة غير ذات سيادة، والتي تستمد سلطتها من هيئة حاكمة أخرى، ولا يمكن إلا أن تكون صنع على نطاق محدود من الأمور. يستمد المجلس المحلي أو الحكومة البلدية سلطتها لتمرير القوانين من خلال قانون للحكومة الوطنية أو الإقليمية التي تحدد الأشياء التي قد تنظمها المدينة أو المدينة من خلال اللوائح الداخلية. لذلك فهو شكل من أشكال التشريع المفوض. لا تختلف اللائحة البلدية عن أي قانون آخر للأرض، ضمن اختصاصها القضائي وعلى وجه التحديد لتلك المناطق التي تم تفويضها من قبل الهيئة العليا، ويمكن فرضها بالعقوبات والطعن في المحكمة ويجب أن تمتثل للقوانين الأخرى للأرض، مثل دستور البلاد. غالبًا ما تكون اللوائح البلدية قابلة للتنفيذ من خلال نظام العدالة العامة، ويمكن توجيه الاتهام إلى الجناة بارتكاب جريمة جنائية لخرق اللوائح. تشمل اللوائح المشتركة لوائح وقوف السيارات وإيقافها، ومراقبة الحيوانات، والبناء والتشييد، والترخيص، والضوضاء، وتقسيم المناطق وتنظيم الأعمال، وإدارة مناطق الترفيه العامة.

### اللوائح الداخلية في اليابان
بموجب المادة 94 من دستور اليابان، تتمتع الحكومات الإقليمية بسلطات محدودة من الاستقلالية والتشريعات لوضع لوائح داخلية. في الممارسة العملية، تمارس هذه السلطات وفقا لقانون الحكم الذاتي المحلي.
وبالتالي تشكل اللوائح الداخلية جزءًا من النظام القانوني التابع للدستور الياباني. من حيث سلطاتها الإلزامية والفعالة، تعتبر أدنى التشريعات الممكنة.
تُستخدم هذه السلطات لتنظيم ما يلي:
- موقع مقر حكومة المحافظة
- تواتر الاجتماعات الروتينية
- عدد نواب المحافظين ونواب قادة القرى
- عدد الموظفين الملحقين بالهيئات الإدارية المحكومة
- تنسيب مناطق الحكم الذاتي الإقليمي
- تنظيم بعض الأموال البلدية
- وضع وصيانة وإزالة المرافق العامة
- تعيين المحافظ من قبل المحافظ

### المملكة المتحدة

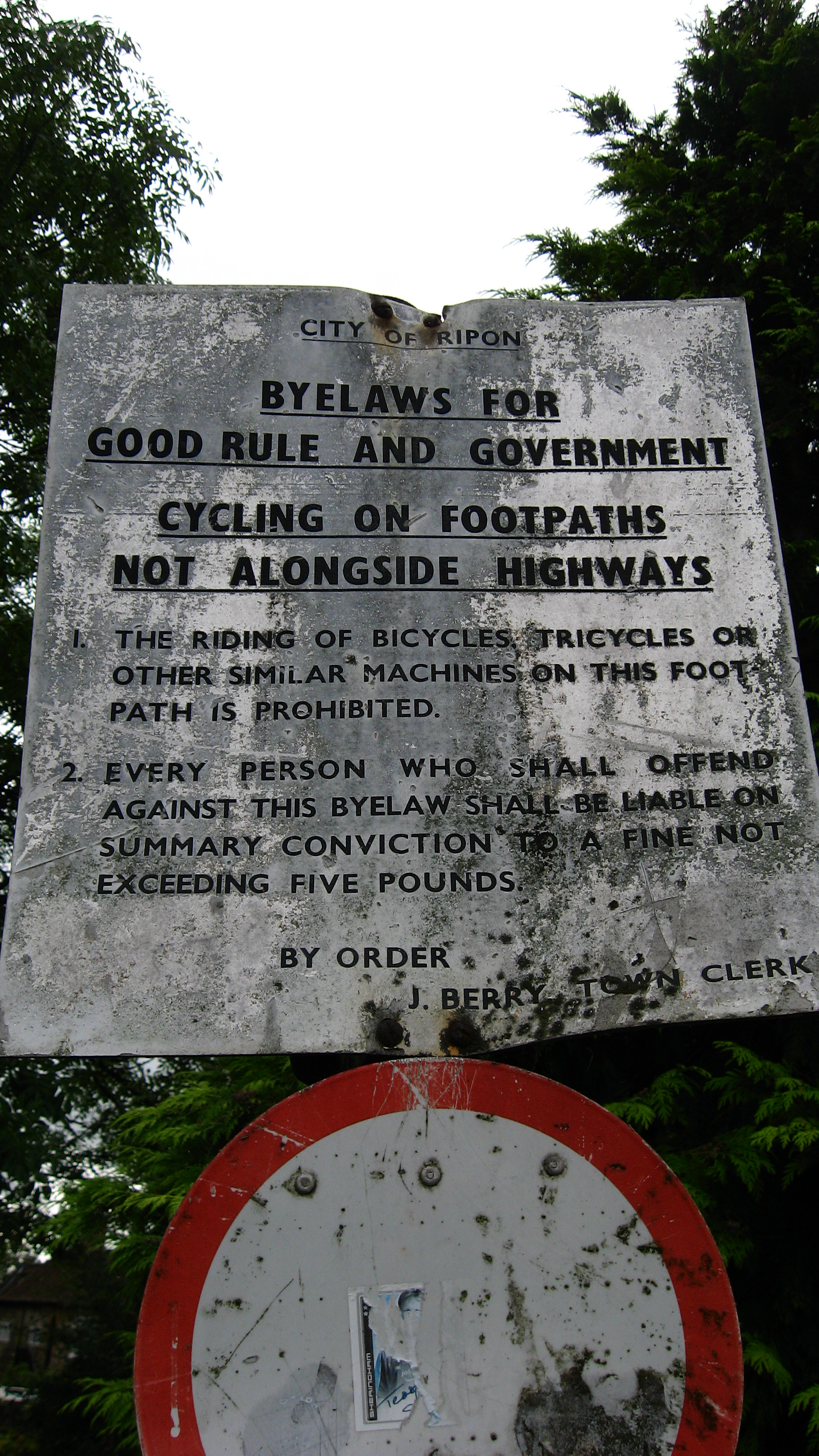
"Byelaws للحكم الرشيد والحكومة" في ريبون ، شمال يوركشاير

في المملكة المتحدة، القوانين الداخلية هي قوانين ذات تطبيق محلي أو محدود من قبل المجالس المحلية أو الهيئات الأخرى، باستخدام السلطات الممنوحة بموجب قانون برلماني، وكذلك شكل من أشكال التشريعات المفوضة.

### أستراليا
يوجد في القانون الأسترالي خمسة أنواع من اللوائح، ويتم إنشاؤها بموجب القانون:
- تضع السلطات الحكومية في الولاية اللوائح الداخلية كنوع من «القاعدة القانونية» بموجب قانون التمكين، ويصدرها حاكم الولاية.
- اللوائح الحكومية المحلية هي أكثر أنواع اللوائح الداخلية انتشارًا في أستراليا، وتتحكم في الأشياء من مواقف السيارات والكحول في الحدائق إلى لوائح الحرائق وضوابط تقسيم المناطق. تسمى هذه اللوائح في نيو ساوث ويلز المراسيم وتسمى ضوابط تقسيم المناطق بأدوات التخطيط البيئي التي تم إنشاؤها بموجب قانون التخطيط والتقييم البيئي.
- كما تم تمكين العديد من المؤسسات المحددة، بما في ذلك الجامعات، من وضع اللوائح من خلال تشريعاتها التأسيسية.
- يتم إنشاء اللوائح الداخلية لشركة أو جمعية كعقد بين الأعضاء، ويجب اعتمادها رسميًا و / أو تعديلها.
- تم تطوير Strata Title في أستراليا، كما يتم تمكين اللوائح الداخلية للشخص الاعتباري من خلال تشريعات الولاية. هذه هي النوع الرئيسي من اللوائح التي يتعامل معها معظم الناس بشكل منتظم حيث يتحكمون فيما يمكن للأشخاص في مساكن Strata القيام به في منازلهم. وأشهرها قاعدة «عدم وجود حيوانات أليفة في الشقق».

## اللوائح التنظيمية
تنظم اللوائح الداخلية للشركات والتنظيمية فقط المؤسسة التي تنطبق عليها وهي معنية بشكل عام بتشغيل المنظمة، وتحدد الشكل أو الطريقة أو الإجراء الذي يجب أن تُدار فيه الشركة أو المنظمة. تتم صياغة اللوائح الداخلية للشركات من قبل مؤسسي الشركة أو مديريها بموجب سلطة ميثاقها أو مواد التأسيس.

### مقالات نموذجية
تختلف اللوائح الداخلية على نطاق واسع من منظمة إلى أخرى، ولكنها تغطي عمومًا موضوعات مثل الغرض من المنظمة، ومن هم أعضائها، وكيفية انتخاب المديرين، وكيفية إجراء الاجتماعات، والمسؤولين الذين سيكون لدى المنظمة ووصف واجباتهم. جهاز ذاكرة شائع لتذكر المقالات النموذجية في اللوائح الداخلية هو NOMOMECPA ، ويُنطق بعبارة "No Mommy ، see pa!" وهي تعني الاسم، والموضوع، والأعضاء، والمسؤولين، والاجتماعات، والمجلس التنفيذي، واللجان، والسلطة البرلمانية، والتعديل. قد تستخدم المنظمات كتابًا مثل Robert's Rules of Order Newly Revised للحصول على إرشادات حول محتوى لوائحها الداخلية. يحتوي هذا الكتاب على عينة من مجموعة الأنظمة الداخلية من النوع الذي قد يتبناه مجتمع صغير ومستقل.
يجب أن تكون صياغة اللوائح دقيقة. خلاف ذلك، قد يكون المعنى مفتوحًا للتفسير. في مثل هذه الحالات، تقرر المنظمة كيفية تفسير لوائحها الداخلية وقد تستخدم إرشادات للتفسير.

### تعديل
عادة ما يصف أحد الأقسام الأخيرة في اللوائح إجراءات تعديلها. يصف من يمكنه تعديلها (عادةً ما يكون العضوية، ولكن يمكن أن يكون مجلس إدارة المنظمة)، ومقدار الإشعار المطلوب، ومقدار التصويت المطلوب. الشرط النموذجي هو تصويت الثلثين بشرط أن يكون الإشعار السابق قد أعطي أو أغلبية جميع الأعضاء.

### العلاقة بالوثائق المنظمة الأخرى

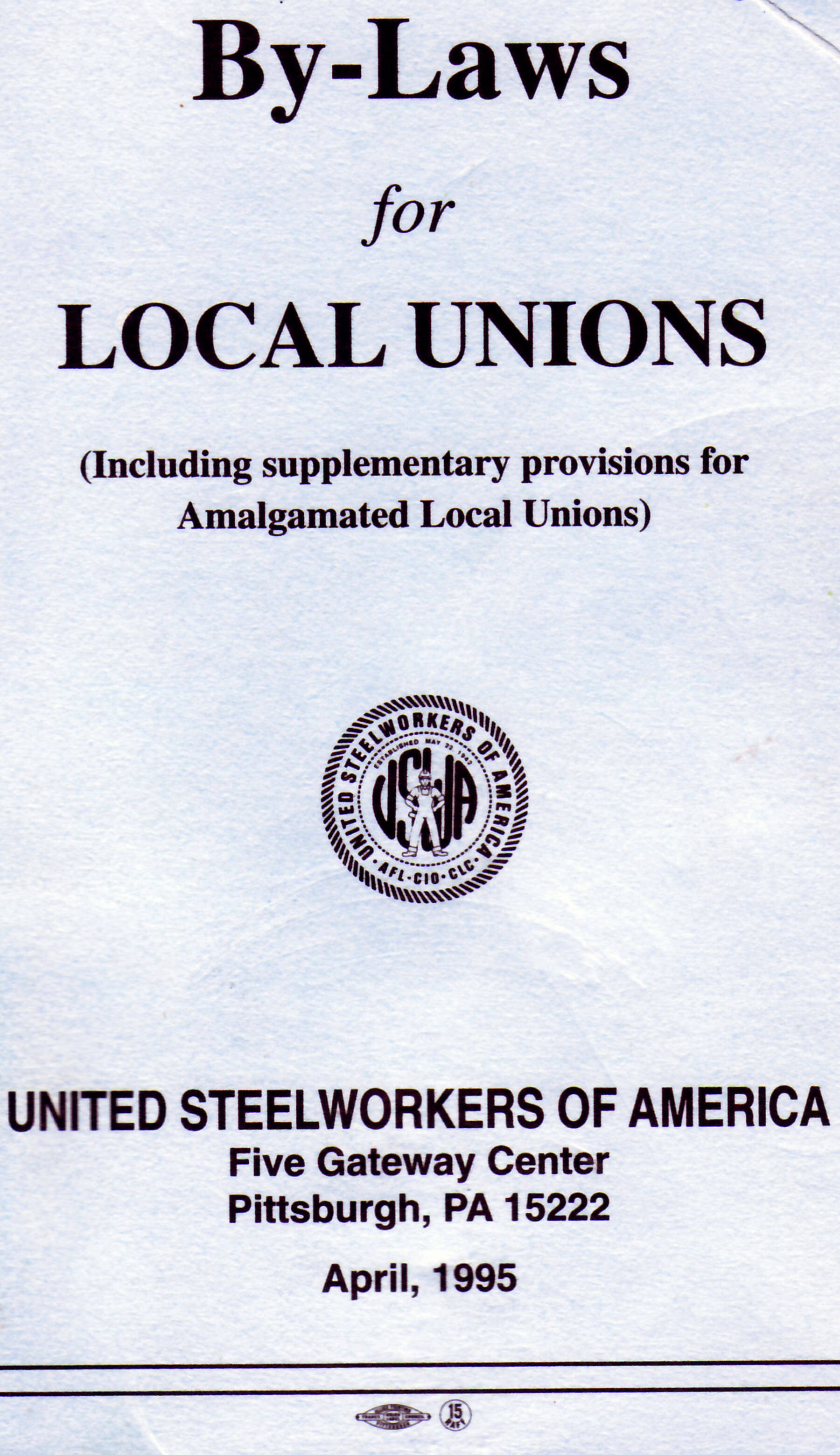
غلاف الوثيقة التوجيهية من قبل United Steelworkers لتشكيل أساس اللوائح التي يمكن اعتمادها من قبل نقابة محلية

في الإجراءات البرلمانية، بما في ذلك قواعد النظام لروبرت، فإن اللوائح الداخلية هي عمومًا الوثيقة الحاكمة العليا لمنظمة ما، ولا يحل محلها إلا ميثاق المجتمع المدمج. تحتوي اللوائح على أهم المبادئ والقواعد المتعلقة بطبيعة المنظمة.
كان من الممارسات الشائعة للمنظمات أن يكون لديها وثيقتان منفصلتان للحكم، وهما دستور ولوائح، لكن هذا لم يعد محبوبًا بسبب سهولة الاستخدام وزيادة الوضوح وتقليل فرصة الصراع المتأصل في وثيقة واحدة موحدة . غالبًا ما يشار إلى هذه الوثيقة الفردية، على الرغم من الإشارة إليها على أنها اللوائح الداخلية، على أنها دستور أو دستور ولوائح. ما لم ينص القانون على خلاف ذلك، لا توجد المنظمة رسميًا حتى يتم اعتماد اللوائح.

### التطبيق على المنظمات

#### النقابات
في بعض البلدان، تحتوي النقابات العمالية بشكل عام على دساتير، تحكم أنشطة المكتب الدولي للنقابة وكيفية تفاعلها مع السكان المحليين. يمكن للسكان المحليين أنفسهم إعداد لوائحهم الداخلية الخاصة بهم لتحديد القواعد الداخلية لكيفية إجراء الأنشطة.
في دول أخرى، مثل المملكة المتحدة، تكون اللوائح الداخلية للنقابات أحيانًا مجموعة فرعية من دستور النقابة أو تطبق قواعد النقابة بمزيد من التفصيل.

## الميثاق الأولمبي
استخدم هذا المصطلح (By-law to Rule) كثيراً بمعنى أنه تعديل أو تفسير يخص إحدى مواد وفقرات (الميثاق الأولمبي) الصادر من اللجنة الاولمبية الدولية (IOC) وتكون كالآتي: عرض نص المادة ومن ثم وضح عبارة (By-law to Rule) مع شرح وتفصيل يخص المادة والفقرة المعنية بمعنى انه كالتعديل والتفصيل والتفسير، ويلاحظ ان (الميثاق الأولمبي) الذي يضم حاليا (61) مادة قانونية ونسخته الأخيرة أصبحت نافذة من يوم 26 حزيران/ يونية 2019 نقول يلاحظ ان هذا الميثاق الاولمبي يتم تحديثه كل أربع سنوات تقريبا ويكون عادة استعداداً للدورة الاولمبية القادمة.(*) جدير بالذكر إلى ان قوانين رياضية أخرى كالنظام الاساسي لمحكمة التحكيم الرياضية CAS وقواعدها الاجرائية وقوانينها المختلفة لم تلجأ لهذه الطريقة بالشرح أو التفصيل أو الاسترسال أو التفسير كما فعل الميثاق الاولمبي وتوسع فيها جدا إلى درجة ان اغلب النظام الداخلي للقاعدة يزيد على القاعدة نفسها، بل لجأ مشرعو محكمة التحكيم الرياضية إلى اسلوب التعديل للمادة أو القاعدة اما إضافة أو حذفا أو تعديلا دون الحاجة للإضافة بطريقة (النظام الداخلي للقاعدة).

## ترجمة عبارة (By-law to Rule)
تترجم هذه العبارة للغة العربية من قبل رجال القانون والرياضة معاً عادة (القانون الأساسي للقاعدة) أو (النظام الداخلي للقاعدة) أو (القانون الداخلي للقاعدة) أو (اللائحة الداخلية للقاعدة) والأستخدام الأصوب برأينا المتواضع أن تترجم هكذا (النظام الداخلي للقاعدة القانونية) لاننا ازاء مصطلح قانوني وليس ترجمة حرفية والمغزى من هذه العبارة وترجمتها على هذه الشاكلة أننا بصدد شرح وتصويب وتدقيق قاعدة قانونية تم الاستدراك عليها لاحقا بهذا العنوان، ويلاحظ ان اللغة القانونية الرياضية العربية تستخدم مصطلح (النظام الأساسي) و (النظام الداخلي) نفس المعنى وبشكل مترادف كأن يقال (النظام الأساسي للاتحاد العراقي لكرة القدم) أو (النظام الداخلي للاتحاد العراقي لكرة القدم) فهو استخدام مترادف متشابه ويفضل توحيد الاستخدام في وسائل الاعلام وفي أي إشارة له ونفضل عبارة (النظام الأساسي) أتساقا مع (النظام الأساسي للاتحاد الدولي لكرة القدم FIFA) و (النظام الأساسي للاتحاد الآسيوني لكرة القدم AFC) وهكذا.(**)

## هوامش
(*) الميثاق الاولمبي OLYMPIC CHARTER - اللجنة الاولمبية الدولية، (كتاب ورقي باللغتين العربية والإنكليزية)، اعداد وترجمة وتعليق: المحامي والباحث القانوني وليد محمد الشبيبي، بغداد: مكتبة صباح القانونية - الكرادة الشرقية - 2020.
(**) المرجع أعلاه، الميثاق الأولمبي OLYMPIC CHARTER، وليد محمد الشبيبي، بغداد 2020